# 62071 Voegtli
62071 Voegtli este un asteroid din centura principală de asteroizi.

## Descriere
62071 Voegtli este un asteroid din centura principală de asteroizi. A fost descoperit pe 8 septembrie 2000 la Gnosca de Stefano Sposetti. El prezintă o orbită caracterizată de o semiaxă mare de 2,54 ua, o excentricitate de 0,20 și o înclinație de 13,0° în raport cu ecliptica.